# Odontochelys semitestacea
Odontochelys semitestacea là một loài rùa cổ đã tuyệt chủng chỉ được biết đến nhờ hóa thạch được tìm thấy ở Quế Châu Trung Quốc. Đây là loài rùa cổ nhất chỉ có mai ở bụng từ hóa thạch cho biết loài rùa mai cứng sống ở các vùng biển ven bờ Trung Quốc cách đây 220 triệu năm là loài rùa già nhất từ trước đến nay. Nghiên cứu tàn dư còn lại bao gồm 2 hộp sọ, khung xương được khai quật tại tỉnh Quế Châu – Trung Quốc vào năm 2007.

## Đặc điểm
Chúng có mai bụng nhưng phần lưng lại không được che chắn. Loài rùa sống dưới nước cổ đại này có mai dưới bụng để bảo vệ từ phía dưới khi chúng bơi ở các vùng nước ven bờ, chúng có xương sườn lớn, mai bụng mở rộng từ xương cột sống, mai ở bụng phát triển trước. Sau đó xương sườn và xương sống sẽ mở rộng để hình thành mai phía trên. Loài rùa hiện đại đã bắt nguồn từ tổ tiên sống dưới nước.
Chúng có mõm nhọn, thon dài trong khi phần lớn các loài rùa hiện đại đều có mõm ngắn. Ngoài ra, phần gốc miệng cùng với hàm trên dưới đều có răng. Đây là một đặc điểm nguyên thủy trong khi rùa hiện nay phần mõm có mỏ nhưng lại không có răng.Trên thực tế rùa đã từng có một phần mai và chỉ che chở vùng bụng.